# Королиха (Архангельская область)
Королиха — деревня в Плесецком муниципальном округе Архангельской области России. До 2021 года входила в состав ныне упразднённого Тарасовского сельского поселения Плесецкого муниципального района.

## География
Деревня находится в западной части Архангельской области, в пределах северо-таёжного лесного района таёжной лесорастительной зоны, на левом берегу реки Химы, при автодороге 11К-664, на расстоянии примерно 51 километра (по прямой) к востоку от Плесецка, административного центра района. Абсолютная высота — 78 метров над уровнем моря.

### Климат
Климат характеризуется как умеренно континентальный, с продолжительной умеренно холодной зимой и коротким прохладным летом. Средняя температура воздуха самого холодного месяца (января) — −15 °C; самого тёплого месяца (июля) — 18 °C. Вегетационный период длится в среднем 150—155 дней. Снежный покров держится в течение 172 дней. Среднемесячная скорость ветра колеблется от 2,5 м/с в августе до 4,4 м/с в ноябре.

### Часовой пояс
Королиха, как и вся Архангельская область, находится в часовой зоне МСК (московское время). Смещение применяемого времени относительно UTC составляет +3:00.

## Население
| 2002 | 2010 | 2012 |
| ---- | ---- | ---- |
| 32   | ↘13  | ↗33  |

### Национальный состав
Согласно результатам переписи 2002 года, в национальной структуре населения русские составляли 100 %.